# Helius myersiellus
Helius myersiellus är en tvåvingeart som beskrevs av Alexander 1935. Helius myersiellus ingår i släktet Helius och familjen småharkrankar. Inga underarter finns listade i Catalogue of Life.